# 솔가람고등학교
솔가람고등학교는 전라남도 담양군에 있는 고등학교 과정의 공립 각종학교이다.

## 연혁
- 2021년 3월 1일 : 송강고등학교로 개교 (폐교된 옛 봉산초등학교 양지분교 자리)[1]
- 2024년 3월 1일 : 솔가람고등학교로 변경